# Jasień (przystanek kolejowy na Białorusi)
Jasień (biał. Ясень; ros. Ясень) – przystanek kolejowy w miejscowości Stancyja Jasień, w rejonie osipowickim, w obwodzie mohylewskim, na Białorusi. Położony jest na linii Homel - Żłobin - Mińsk.
Stacja kolejowa Jasień powstała w XIX w. na linii Kolei Libawsko-Romieńskiej, pomiędzy stacjami Tatarka a Bobrujsk. Nazwa pochodziła od pobliskiej miejscowości Jasień. W późniejszym okresie stacja została zdegradowana do roli przystanku kolejowego.